# 冰上火花
《冰上火花》是MakerVille製作的時裝運動、偶像電視劇，由陳卓賢、張芷澄、林愷鈴、江𤒹生、沈貞巧、楊樂文、黃奕晨、朱鑑然、黃溢濠、林家熙、馬檇鏗、王智騫、郭爾君及袁富華主演，並由柯煒林、朱栢謙、廖子妤、陳毅燊、岑樂怡、黃可盈、徐㴓喬、林耀聲、黃華和及李楓聯合演出。為《ViuTV 2023》及《ViuTV年中無休2023節目發佈會》節目巡禮劇集之一。此劇於2023年10月30日至2023年11月24日於ViuTV 99台播放，並由「Sun Life 永明」冠名贊助。台灣方面則由KKTV同步跟播上架。

## 角色

### 火花隊（SPARKS）
| 演員           | 角色     | 備註 |
| 袁富華         | 杜家輝   | 杜Sir 冰球隊「火花隊」教練 香港男子冰球代表隊前成員 |
| 蘇子樂（童年） | 林千帆   | 冰球隊「火花隊」隊員（7號，球衣名字：FAN），司職中鋒 林百威之弟 林遠洋之子 司徒霑之同母異父兄 王天好友勁敵 暗戀余悅 最後與阿豆一起                     |
| 陳卓賢         | 林千帆   | 冰球隊「火花隊」隊員（7號，球衣名字：FAN），司職中鋒 林百威之弟 林遠洋之子 司徒霑之同母異父兄 王天好友勁敵 暗戀余悅 最後與阿豆一起                     |
| 張芷澄         | 鍾泳澄   | 阿豆 冰球隊「火花隊」隊員（21號，球衣名字：BEAN），司職左翼鋒 暗戀林千帆 最後與林千帆一起                                                              |
| 黃奕晨         | 徐浩鋒   | 唏噓 規劃局公務員 冰球隊「火花隊」隊員（6號，球衣名字：H.F. TSUI），司職左後衛                                                                         |
| 朱鑑然         | 夏竣然   | 爸爸 前飛機師 冰球隊「火花隊」隊員（8號，球衣名字：PA PA，隊長），司職右後衛 陳詠芝之夫，後離婚 夏諾心之父                                             |
| 黃溢濠         | 黎友誠   | 老黎 從事傳銷 冰球隊「火花隊」隊員（9號，球衣名字：LEON LAI，副隊長），司職左翼鋒                                                                      |
| 林家熙         | 劉育宏   | 肥肉 廚師 冰球隊「火花隊」隊員（22號，球衣名字：FAT MEAT），司職守門員                                                                                 |
| 馬檇鏗         | 張立基   | 冰球隊「火花隊」隊員（3號，球衣名字：ELECTRIC GIRL），司職左後衛                                                                                       |
| 王智騫         | 黃祖賢   | JY 冰球隊「火花隊」隊員（16號，球衣名字：JY），司職中鋒                                                                                                |
| 郭爾君         | 郭芷樺   | 細細聲 冰球隊「火花隊」隊員（11號，球衣名字：SSS），司職中鋒                                                                                           |
| 梁灝軒（童年） | 林百威   | 冰球隊「火花隊」隊員（10號，球衣名字：PAK WAI），司職中鋒 林千帆之兄 林遠洋之子 司徒霑之同母異父兄 余悅之男友 王天城之勁敵 第2集在比賽後因心臟衰竭逝世 |
| 柯煒林         | 林百威   | 冰球隊「火花隊」隊員（10號，球衣名字：PAK WAI），司職中鋒 林千帆之兄 林遠洋之子 司徒霑之同母異父兄 余悅之男友 王天城之勁敵 第2集在比賽後因心臟衰竭逝世 |
| 岑樂怡         | 丁家蕙   | 大B 冰球隊「火花隊」隊員（27號，球衣名字：B），司職右翼鋒                                                                                              |
| 黃可盈         | 方寶怡   | 細B 冰球隊「火花隊」隊員（33號，球衣名字：b），司職右後衛                                                                                              |
| 許晉邦         | 韋康正   | 煙屎 冰球隊「火花隊」隊員（14號，球衣名字：CIGARETTE），司職右翼鋒                                                                                     |
| 林耀聲         | 郭建樂   | Lok哥 網媒記者 冰球隊「火花隊」前隊員（73號，球衣名字：LOK），司職右翼鋒                                                                               |
| 吳智杰         | 岩井俊一 | 冰球隊「火花隊」隊員（99號，球衣名字：IWAI SHUN ICHI）                                                                                                 |
| 李琛瑜         | 岩井俊三 | 冰球隊「火花隊」隊員（73號，球衣名字：IWAI SHUN SAN）                                                                                                  |
| 曾昭如         | 岩井俊四 | 冰球隊「火花隊」隊員（26號，球衣名字：IWAI SHUN SHI）                                                                                                  |
| 戴永昌         | 岩井俊五 | 冰球隊「火花隊」隊員（19號，球衣名字：IWAI SHUN GOR）                                                                                                  |

### 暴風隊（STORM）
| 演員   | 角色   | 備註                                                                                   |
| 黃華和 | 白守賢 | 白頭敎練 冰球隊「暴風隊」教練 香港男子冰球代表隊前成員                                 |
| 江𤒹生 | 王天城 | 冰球隊「暴風隊」隊員（23號，球衣名字：T.S. WONG，隊長），司職中鋒 林百威、林千帆之勁敵 |
| 楊樂文 | 李世達 | 冰球隊「暴風隊」隊員（2號，球衣名字：S.T. LEE，副隊長），司職右後衛                    |
| 陳毅燊 | 葉浩天 | 冰球隊「暴風隊」隊員（7號，球衣名字：H.T. YIP），司職中鋒                              |
| 胡卓希 | 師 兄  | 冰球隊「暴風隊」前隊員                                                                 |
| 王智騫 | 王祖賢 | JY 冰球隊「暴風隊」隊員（16號，球衣名字：JY），參見火花隊                              |
| 張毓軒 | Dash   | 冰球隊「暴風隊」隊員，司職守門員                                                       |

### 野狗隊（WILD DOG）
| 演員   | 角色   | 備註                                                                                   |
| 江𤒹生 | 王天城 | 冰球隊「野狗隊」隊員（23號，球衣名字：T.S. WONG，隊長），司職中鋒 參見暴風隊           |
| 沈貞巧 | 陳嘉雯 | BoBo 搬運工人 冰球隊「野狗隊」隊員（5號，球衣名字：BOBO，副隊長），司職中鋒 喜歡王天城 |

### 其他人物
| 演員           | 角色   | 備註                                                                            |
| 徐綽恩（童年） | 余 悅  | Yu 林百威之女友 後喜歡林千帆 因妒忌阿豆曾阻止尋找千帆 模特兒、演員 前游泳運動員 |
| 林愷鈴         | 余 悅  | Yu 林百威之女友 後喜歡林千帆 因妒忌阿豆曾阻止尋找千帆 模特兒、演員 前游泳運動員 |
| 朱栢謙         | 林遠洋 | 林百威、林千帆之父                                                              |
| 黃翠儀         |        | 林百威、林千帆、司徒霑之母親                                                    |
| 廖子妤         | 陳詠芝 | Wing 夏竣然之妻，後離婚 夏諾心之母                                              |
| 李創偉         | 卢伟生 | Alex Lo 冰球總會幹事 前冰球運動員                                               |
| 徐㴓喬         |        | Rachel 冰球總會幹事                                                             |
| 和泉素行       | 鈴 木  | 球探                                                                            |
| 蘇家樂         | Leo    | 老黎舊朋友，Hot Figure老闆                                                      |
| 李 楓          |        | 貴婆婆                                                                          |
| 郭梓奧         | 司徒霑 | James 林百威、林千帆之同母異父弟                                                |
| 羅尉喬         | 夏諾心 | 夏竣然、陳詠芝之女                                                              |
| 陳濬樺         |        | Penny 酒吧女侍應                                                                |
| 奧米嘉儀       |        | 阿霞 游泳運動員                                                                 |
| 戴妙珊         |        | 阿南 PTGF                                                                       |
| 許寶恆         |        | Stephanie 規劃局公務員 徐浩鋒之同事                                             |
| 劉美嘉         |        | 阿豆同學                                                                        |
| 林信衡         |        | 木村                                                                            |
| 何永航         |        | 冰場經理                                                                        |
| 倪政聖         |        | 粉絲                                                                            |
| 中貝西         |        | 粉絲                                                                            |
| 梁梓瑜         |        | 粉絲                                                                            |
| 林詩思         |        | 粉絲                                                                            |
| 謝汶希         |        |                                                                                 |
| 李紫欣         |        | 小孩                                                                            |
| 馮樂鈞         |        | 小孩                                                                            |
| 陳穎朗         |        | 小孩                                                                            |
| 李泓澔         |        | 小孩                                                                            |
| 葉俊宇         |        | 小孩                                                                            |
| 蔡偉基         |        | 球賽主持                                                                        |
| 陳國榮         |        | 救護員                                                                          |

### 配音
| 配音員 | 配演     |
| 張振聲 | 球賽主持 |
| 何進順 | 歡呼聲   |

## 每集列表
| 集數 | 首播日期 | 標題                 | 備註   |
| 1    | 10月30日 | #Spark               |        |
| 2    | 10月31日 | #Ashes               |        |
| 3    | 11月1日  | #Rebound             |        |
| 4    | 11月2日  | #Pond Hockey         |        |
| 5    | 11月3日  | #Quick Whistle       |        |
| 6    | 11月6日  | #Break Out           |        |
| 7    | 11月7日  | #Protect The House   |        |
| 8    | 11月8日  | #Cherry Pick         |        |
| 9    | 11月9日  | #Suicide             |        |
| 10   | 11月10日 | #illusion            |        |
| 11   | 11月13日 | #Reignite            |        |
| 12   | 11月14日 | #Standard League     |        |
| 13   | 11月15日 | #Keep away           |        |
| 14   | 11月16日 | #Backdoor            |        |
| 15   | 11月17日 | #Body Checking       |        |
| 16   | 11月20日 | #Keep the puck deep  | 結局篇 |
| 17   | 11月21日 | #Post-game handshake | 結局篇 |
| 18   | 11月22日 | #Dump and Change     | 結局篇 |
| 19   | 11月23日 | #Trap                | 結局篇 |
| 20   | 11月24日 | #Light the lamp      | 大結局 |
| 21   | -        | 完結篇－爸爸         | 番外篇 |
| 22   | -        | 完結篇－唏噓         | 番外篇 |
| 23   | -        | 完結篇－肥肉         | 番外篇 |
| 24   | -        | 完結篇－老黎         | 番外篇 |
| 25   | -        | 完結篇－張立基       | 番外篇 |
| 26   | -        | 完結篇－杜Sir        | 番外篇 |

## 歌曲
| 曲序 | 曲目       |        | 作曲             | 编曲        | 製作人 | 主唱   | 备注   |
| ---- | ---------- | ------ | ---------------- | ----------- | ------ | ------ | ------ |
| 1.   | 生若冰火   | Oscar  | 徐浩／溫翰文     | 溫翰文      | 徐浩   | 陳卓賢 | 主題曲 |
| 2.   | 無需要理由 | 梁栢堅 | Sammy So @ KOLOR | KOLOR／J1M3 | KOLOR  | KOLOR  | 插曲   |

## 記事
- 2022年12月17日：本劇舉行開鏡拜神儀式。
- 2023年4月21日：本劇正式殺青。
- 2023年10月30日：本劇首播，當日晚上陳卓賢國際歌迷會（香港）於九龍灣國際展貿中心舉行首播活動，本劇監製、導演、編劇及冰球教練出席。
- 2023年11月24日：本劇大結局，當日晚上陳卓賢國際歌迷會（香港）於九龍灣國際展貿中心舉行一同觀看劇集大結局的活動，本劇監製、導演、編劇、冰球教練，及演員張芷澄、馬檇鏗出席。[5]

## 備註
1. 1 2 3 4 5 6 7  第21-26集為番外完結篇，於ViuTV網上平台上架提供
2. ↑  第1-20集播映長度

## 外部連結
- ViuTV：冰上火花 （页面存档备份，存于）
- MakerVille：冰上火花 （页面存档备份，存于）
- YouTube上的ViuTV 原創劇《冰上火花》記者會Live
- YouTube上的《冰上火花》主題曲 Ian 陳卓賢《生若冰火》
- 豆瓣电影上《冰上火花》的資料 （简体中文）
- ViuTV：製作中 第25集－鏡仔冰球初體驗！絕密練習片段流出！ （页面存档备份，存于）
- ViuTV：製作中 第26集－Ian 瞓身無懼跌痛 最怕Hellosss 心痛 （页面存档备份，存于）
- ViuTV：製作中 第27集－冰上打出火花 小學雞爭霸！ （页面存档备份，存于）
- ViuTV：製作中 第28集－火花隊大亂鬥！鬥到出煙 （页面存档备份，存于）
- ViuTV：製作中 第29集－冰球是非問答比拼 （页面存档备份，存于）
- ViuTV：製作中 第30集－冰球是非問答比拼 (II) （页面存档备份，存于）
- ViuTV：製作中 第31集－幕後揭秘！飾演運動員的獨家秘訣 （页面存档备份，存于）

## 電視節目的變遷
| 香港 ViuTV 星期一至五 21:30－22:30                     | 香港 ViuTV 星期一至五 21:30－22:30          | 香港 ViuTV 星期一至五 21:30－22:30 |
| ------------------------------------------------------ | ------------------------------------------- | ---------------------------------- |
|                                                        | 冰上火花 （2023年10月30日－2023年11月24日） |                                    |
| 擊戰 2（非戲劇節目） （2023年10月9日－2023年10月27日） | 社內相親 （2023年11月27日－2023年12月15日） |                                    |